# Vetriște, Șumen
Vetriște (în bulgară Ветрище) este un sat în comuna Șumen, regiunea Șumen,  Bulgaria. 

## Demografie
Componența etnică a satului Vetriște
     Turci (54,35%)
     Bulgari (41,02%)
     Romi (3,07%)
     Nicio identificare (1,53%)
La recensământul din 2011, populația satului Vetriște era de 195 locuitori. Din punct de vedere etnic, majoritatea locuitorilor (54,35%) erau turci, existând și minorități de bulgari (41,02%) și romi (3,07%). Pentru 1,53% din locuitori nu este cunoscută apartenența etnică.